# Educazione e autorità nell'Italia moderna
Educazione e autorità nell'Italia moderna è un’opera del pedagogista e insegnate italiano Lamberto Borghi, pubblicata per la prima volta nel 1951. 

## Contenuto
L’opera è ispirata ad una metodologia storiografica di tipo salveminiano dell’Italia post unitaria, riletta nella sua tradizione pedagogica contrassegnata dall'autoritarismo. 
Con il Fascismo, l’autoritarismo si pone al centro di un rapporto educativo tra società civile e Stato e si caratterizza come modello chiave anche nell'istituzione scolastica. Solo la Resistenza ha rotto questa visione pedagogica, ponendo in circolazione altri valori, riattivando un modello democratico e socialista. 
I nuovi principi educativi si traducono in una educazione alla libertà, attraverso la libertà stessa.

## Edizioni
- Lamberto Borghi, Educazione e autorità nell’Italia moderna, La Nuova Italia, 1960